# Mers-les-Bains
Mers-les-Bains är en kommun i departementet Somme i regionen Hauts-de-France i norra Frankrike. Kommunen ligger i kantonen Ault som tillhör arrondissementet Abbeville. År 2022 hade Mers-les-Bains 2 536 invånare.

## Befolkningsutveckling
Antalet invånare i kommunen Mers-les-Bains
| Referens: INSEE |

## Galleri

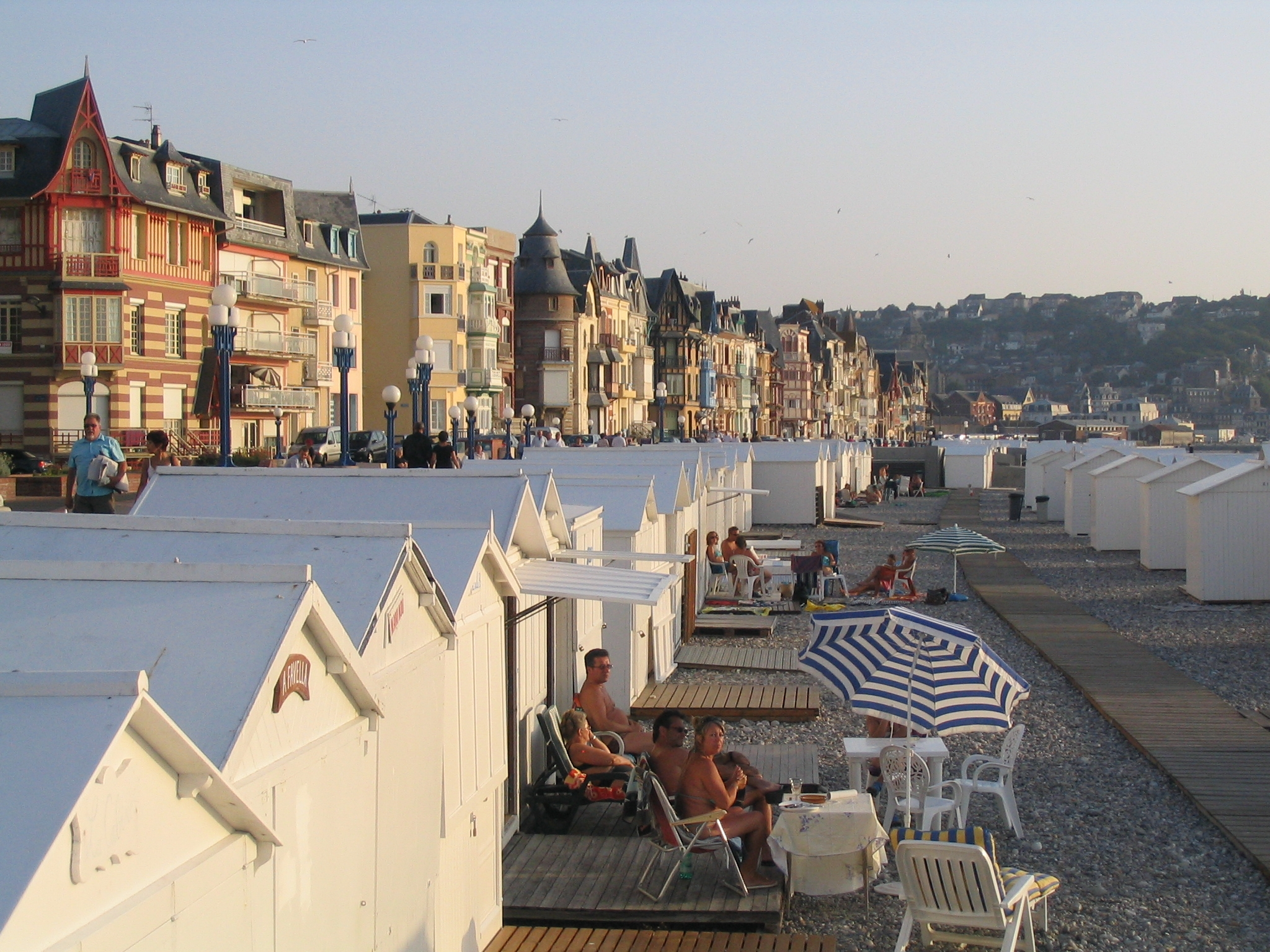
Bebyggelsen vid stranden
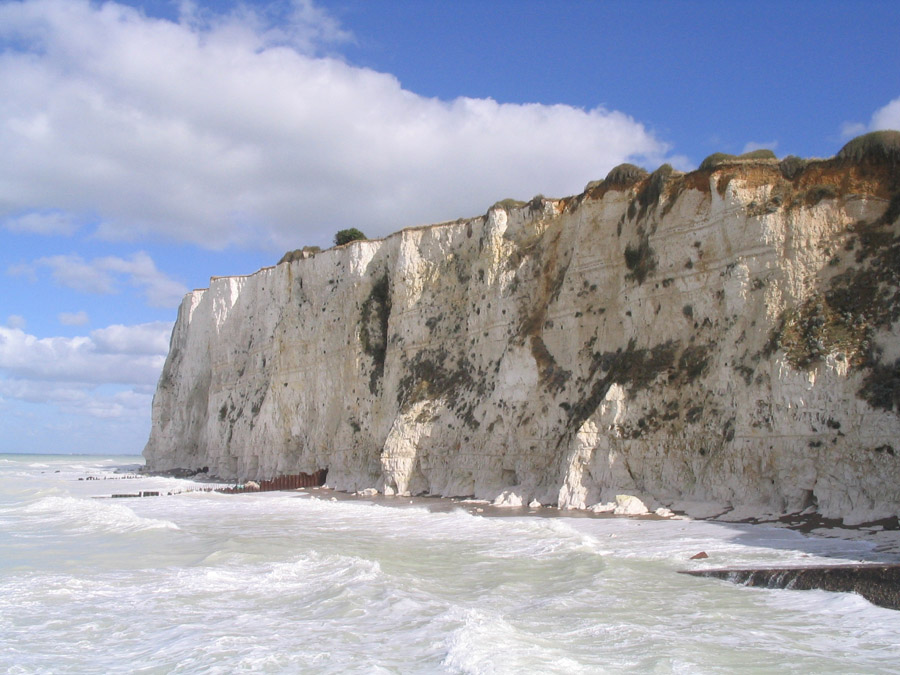
De vita kritklipporna
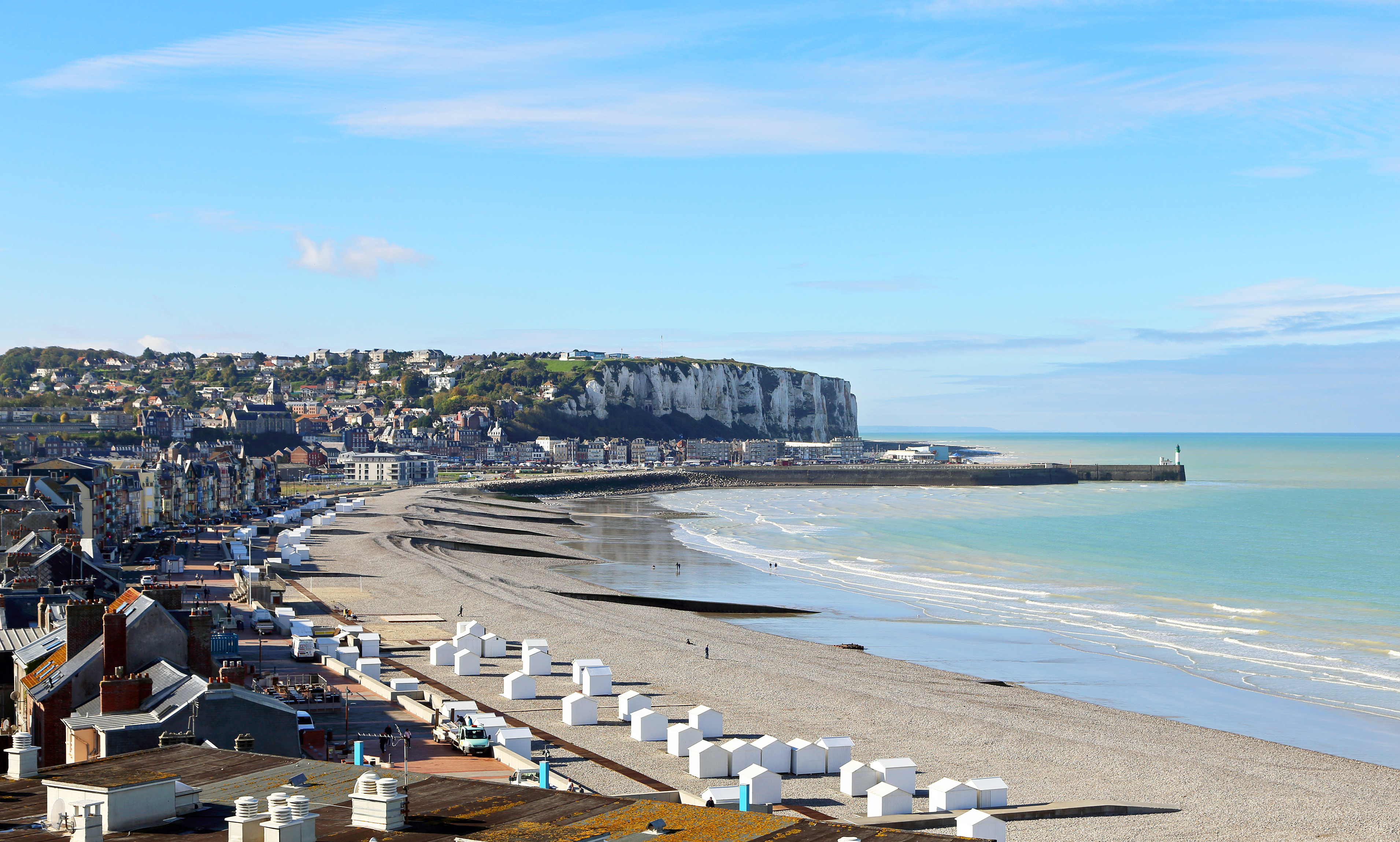
Stranden
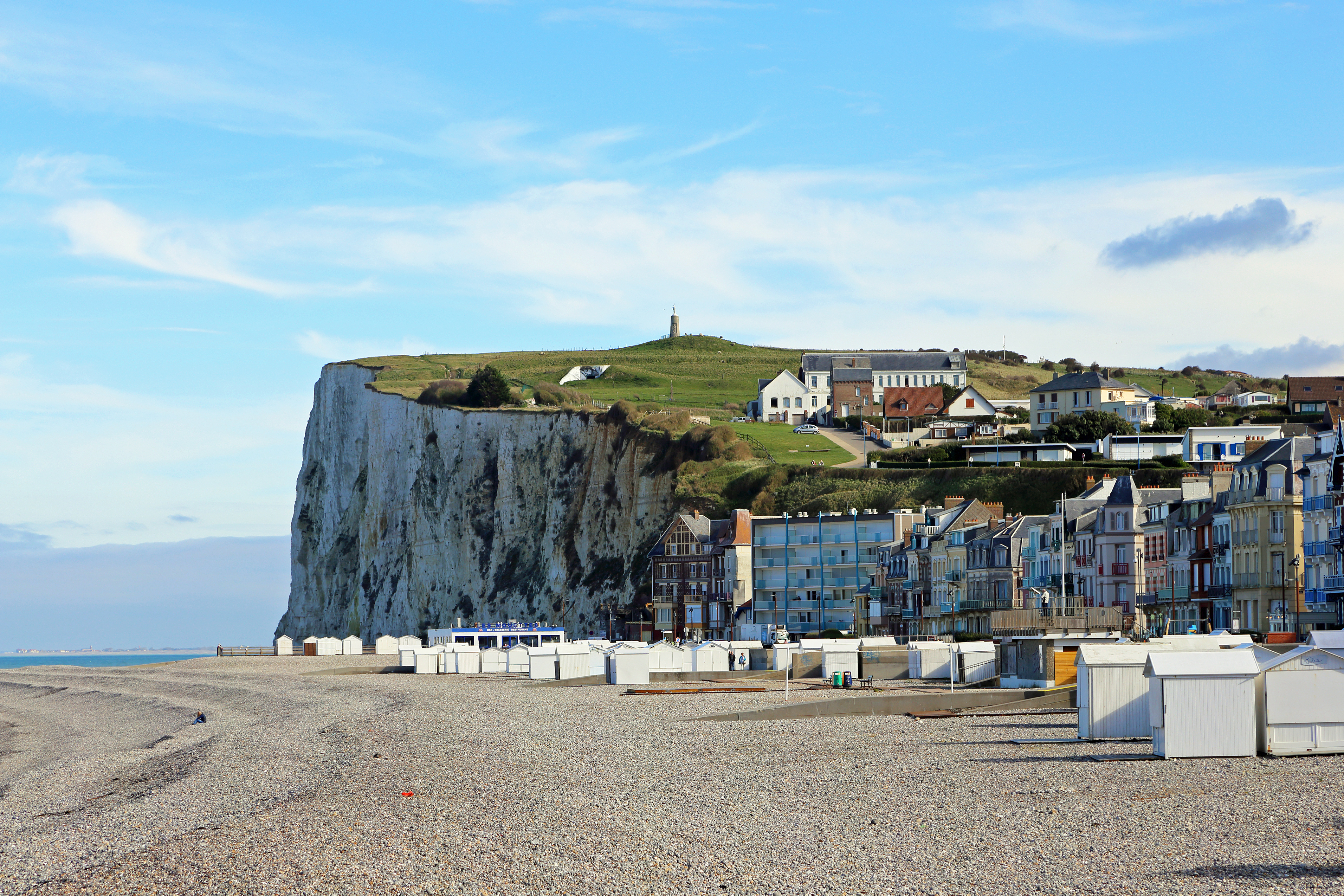
Stranden
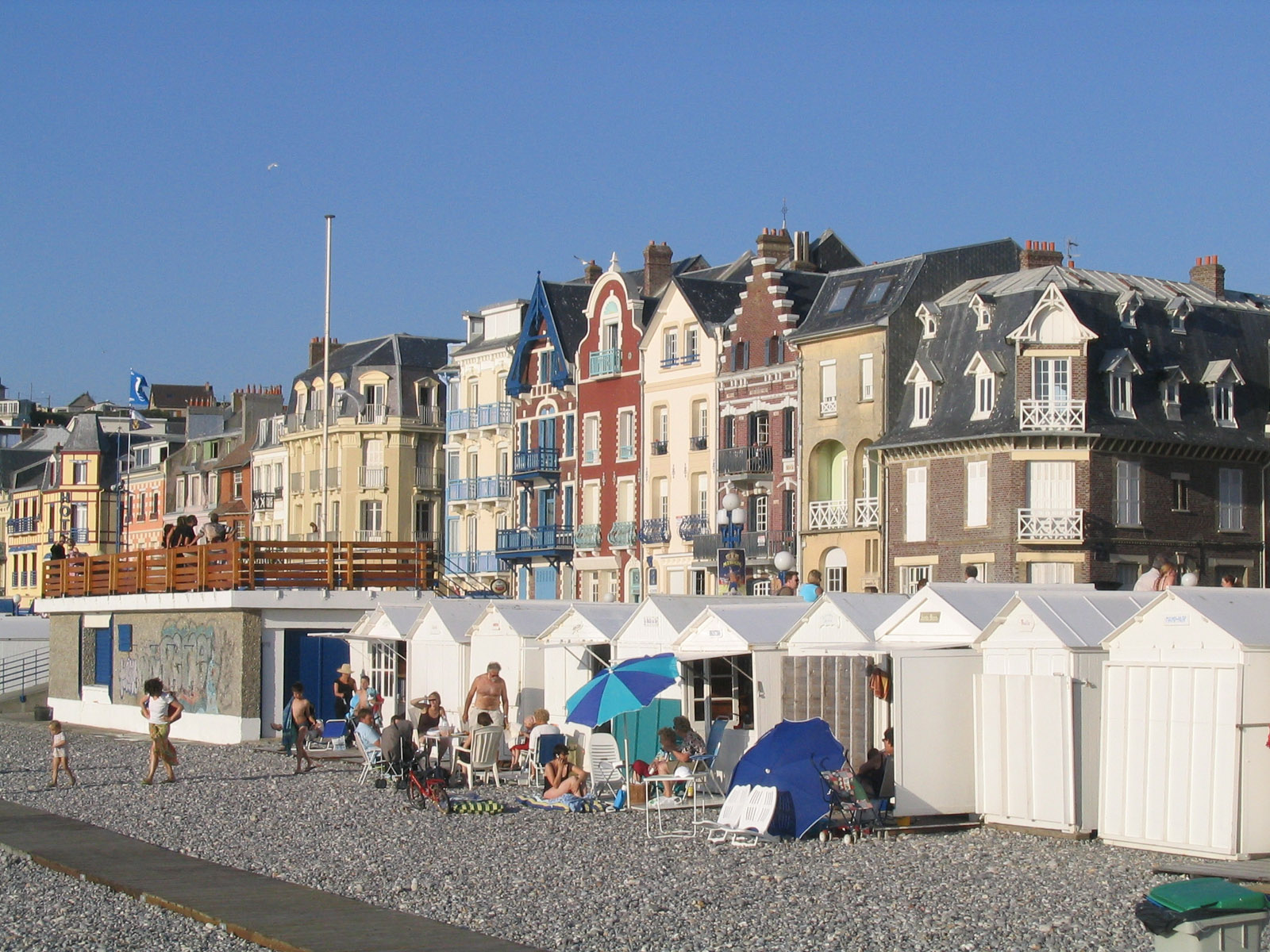
Stranden, strandhytterna och strandpromenaden
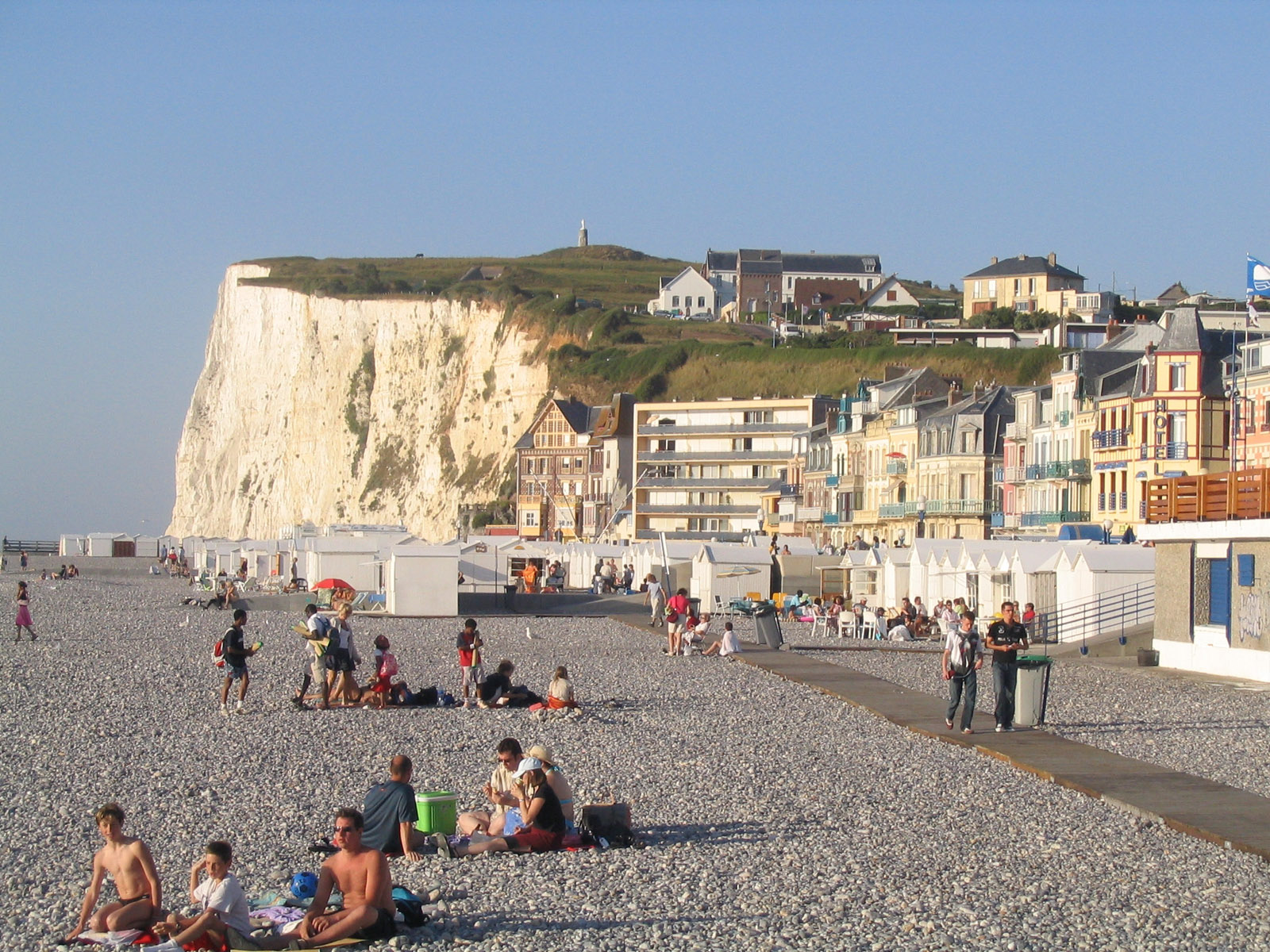
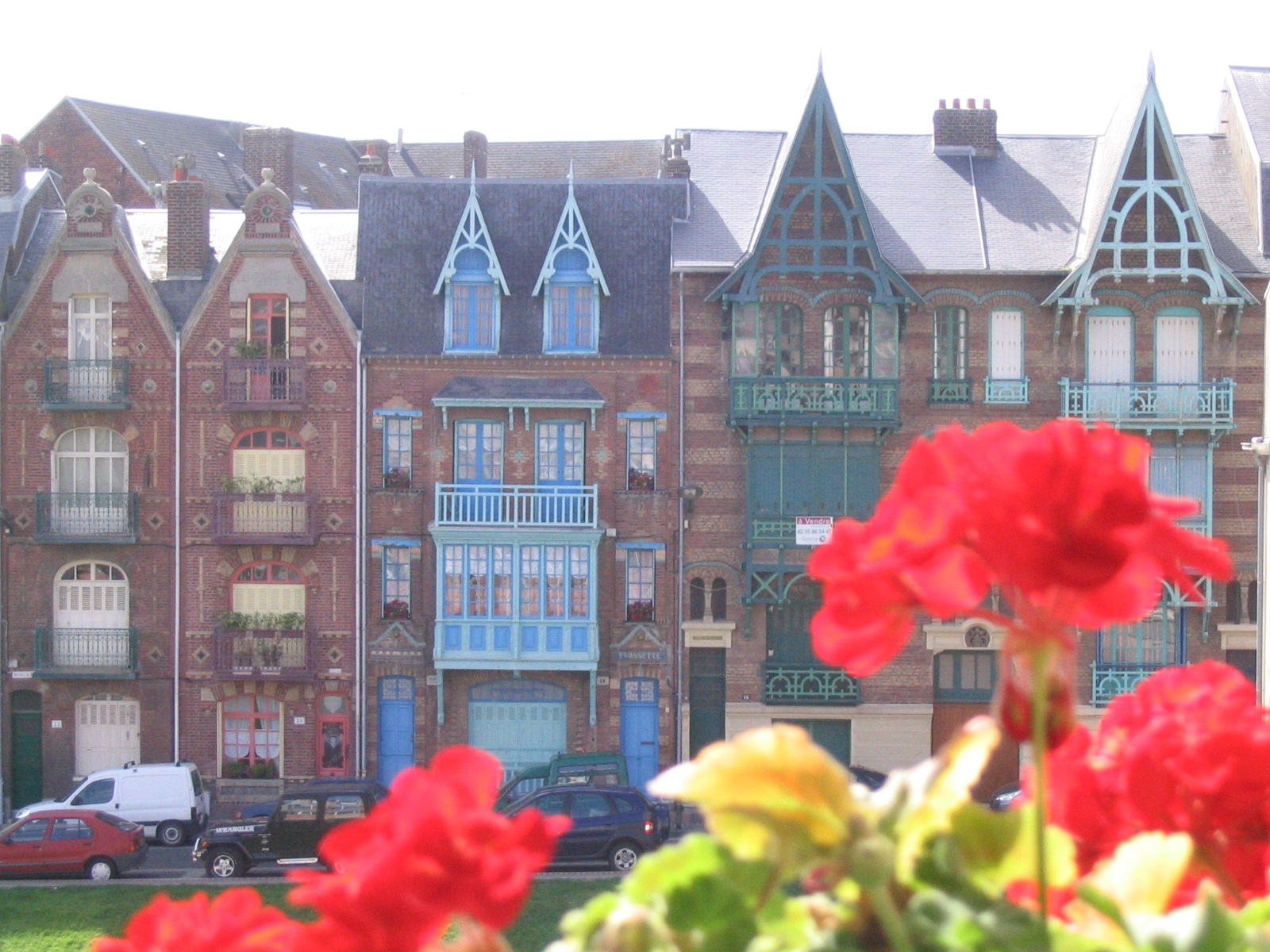
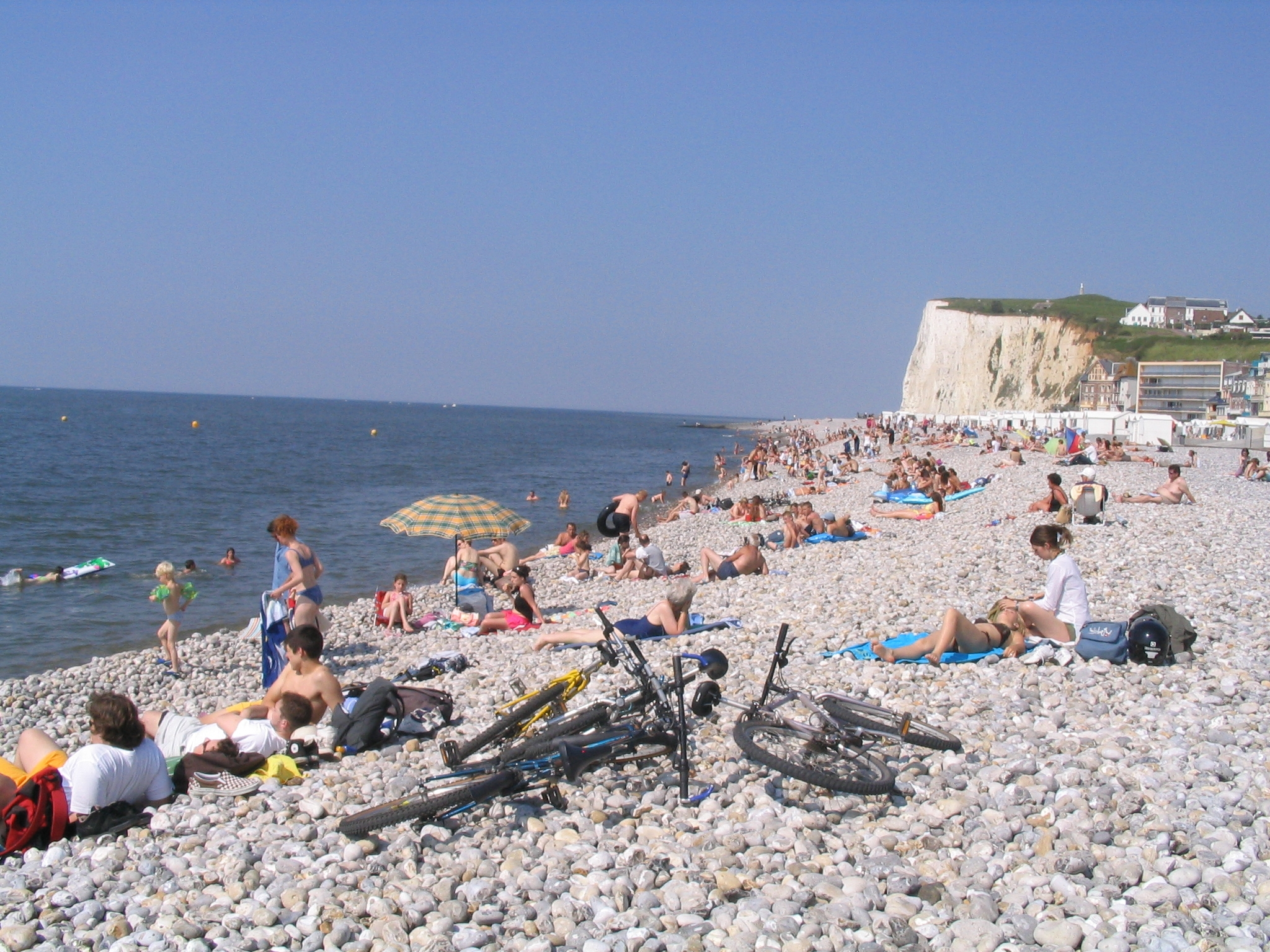
Stranden
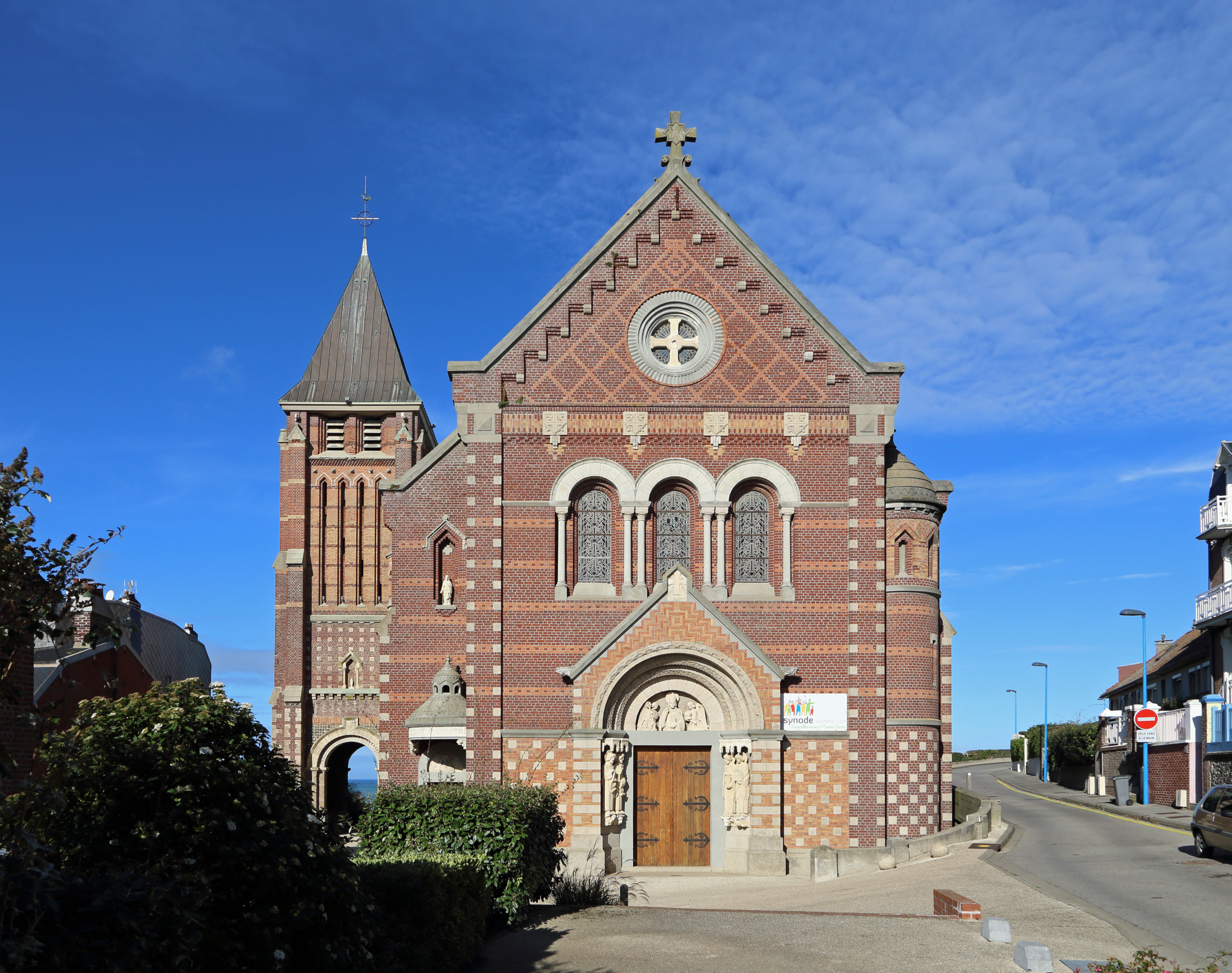
Kyrkan
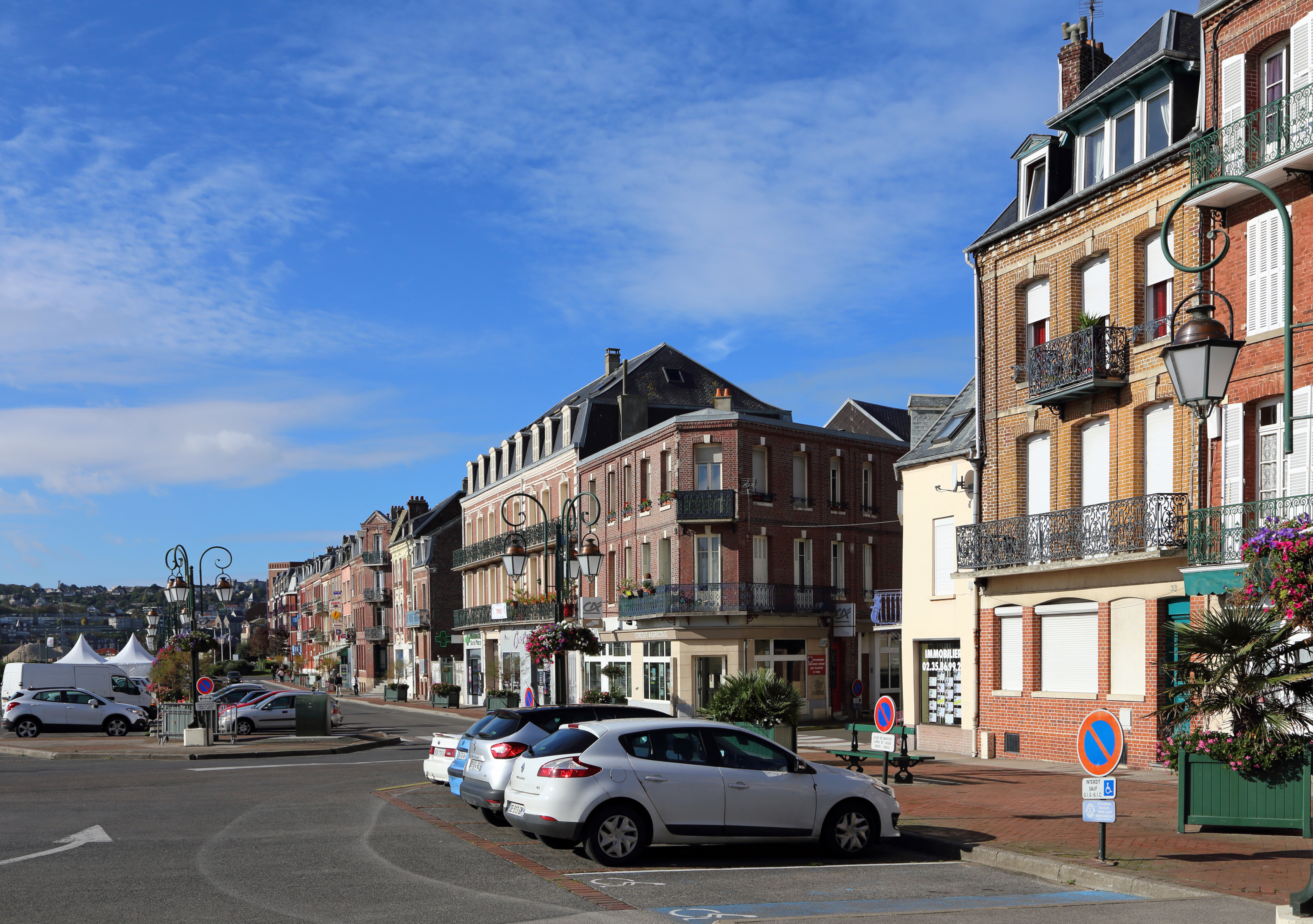
Marcel Holleville gatan